# Parobisium hastatum
Espèce
Parobisium hastatum est une espèce de pseudoscorpions de la famille des Neobisiidae.

## Distribution
Cette espèce est endémique de Californie aux États-Unis. Elle se rencontre dans les comtés d'El Dorado, Placer, Mariposa, Yolo, de Marin et de Sonoma.

## Description
Le mâle holotype mesure 2,55 mm.

## Publication originale
- Schuster, 1966 : New species of Parobisium Chamberlin (Arachnida: Chelonethida). Pan-Pacific Entomologist, vol. 42, no , p. 223-228 (texte intégral).